# Phili Viehoff
Philippine Jacoba (Phili) van Os van den Abeelen-Viehoff geboren Maag (Zwolle, 8 juni 1924 – Haren, 1 juni 2015) was een Nederlands politica namens de PvdA. Ze trouwde in 1952 met Joop van Os. Martine van Os is hun dochter.

## Loopbaan
Viehoff was direct na de Tweede Wereldoorlog werkzaam als kinderverzorgster en werkte begin jaren 50 op de fotoredactie van Het Parool. Ze was actief in de Rooie Vrouwen-beweging. Tussen 1974 en 1977 was ze zowel gemeenteraadslid in Hoevelaken als lid Provinciale Staten van Gelderland. Tussen 1979 en 1989 was Viehoff lid van het Europees Parlement.
- Biografisch Portaal: 13540470
- International Standard Name Identifier: 0000 0003 9250 1373
- Nederlandse Thesaurus van Auteursnamen: 072669624
- Parlement.com: vg09llzgfhsw
- Virtual International Authority File: 286519356
- WorldCat: E39PBJmTpcW4mjDPGjB68fDKBP